# Parc d'État Coast Dairies
Coast Dairies est un parc d'État et un terrain public du Bureau of Land Management créé en 2014. Il est situé dans le comté de Santa Cruz, en Californie, près de la ville de Davenport . Le Wilder Ranch State Park est au sud du parc.
Les nouvelles terres publiques protègent 11 km de littoral et environ 28 km² de terres côtières de premier ordre . Les plages, qui peuvent être difficiles d'accès, sont reliées par le California Coastal Trail qui longe le haut des terres. Les plages sont Sharktooth, Bonny Doon, Yellow Bank, Laguna Creek et Panther, bien que beaucoup de ces plages portent également d'autres noms locaux et historiques .

## Histoire
Il a été acheté par le Trust for Public Land en 1998, avec 44 millions de dollars de la Fondation David et Lucile Packard, et est ainsi préservé du développement. Des groupes de conservation ont proposé de l'inclure dans un nouveau monument national proposé. La proposition a reçu le soutien du Congrès , mais une certaine opposition locale . Une proposition actuelle (2016) de la sénatrice Barbara Boxer ajouterait ces terres appartenant au BLM au California Coastal National Monument .

Les terres côtières du côté de l'océan de la Route 1 ont été données aux parcs d'État de Californie en 2006, mais restent non développées. En 2014, le Bureau of Land Management a acheté 23 km² de terres du côté intérieur de la route adjacente aux parcelles côtières. Une partie des terres à l'est de l'autoroute continuera à être utilisée pour l'agriculture, mais la plupart deviendront des terres publiques ,. 

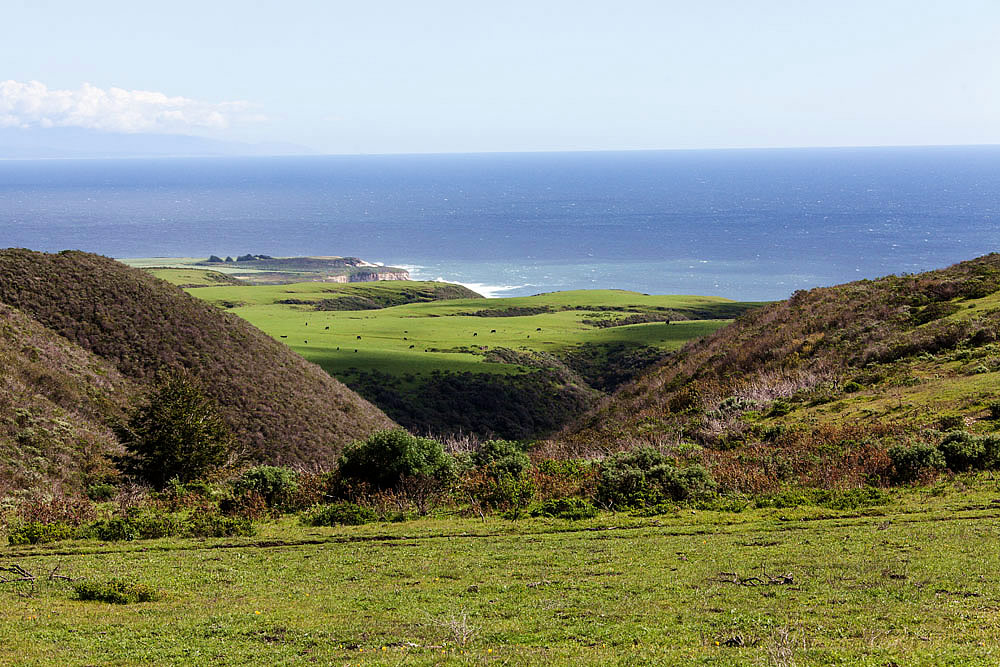
Prairies de Coast Dairies, achetées en 2014
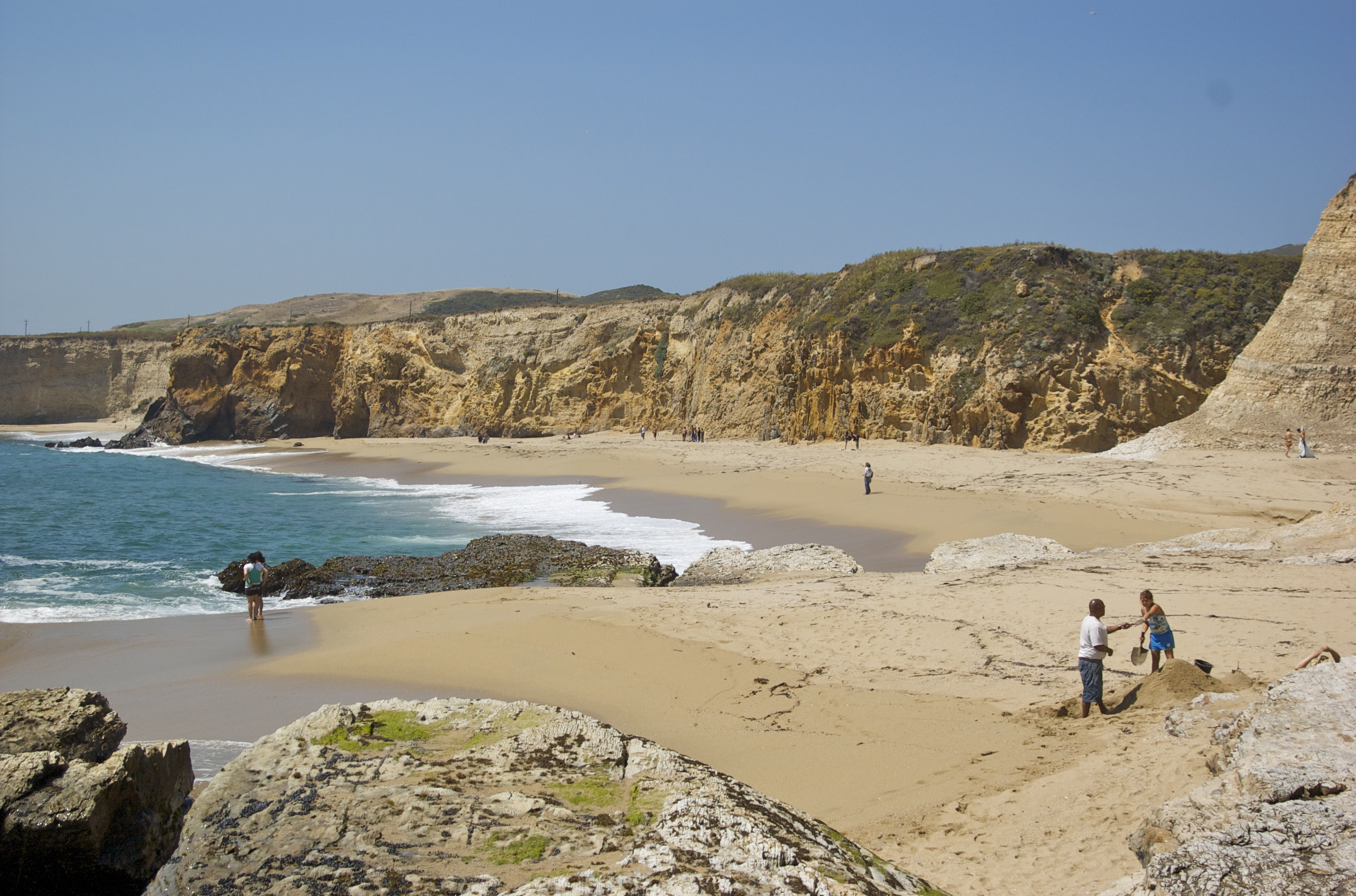
Panther Beach

## Liens